# Mariage à la grecque 2
Pour les articles homonymes, voir Mariage à la grecque.
Série Mariage à la grecque
Mariage à la grecque
(2002) Mariage à la grecque 3
(2023)
Pour plus de détails, voir Fiche technique et Distribution.
Mariage à la grecque 2 ou Mon mariage grec 2 en Belgique ou Le Mariage de l'année 2 au Québec (My Big Fat Greek Wedding 2) est un film américano-canadien réalisé par Kirk Jones et sorti en 2016.
À l'origine, il s'agit d'une pièce de théâtre montée par l'actrice principale, Nia Vardalos. L'acteur Tom Hanks et sa femme, après avoir vu la pièce, lui ont proposé de produire une adaptation en film ainsi que sa suite.
Le film est la suite du film Mariage à la grecque, sorti en 2002.

## Synopsis
Un secret de famille[Lequel ?] longtemps dissimulé va réunir tout le monde pour un mariage encore plus grand que le premier.

## Fiche technique
- Titre original : My Big Fat Greek Wedding 2
- Titre français : Mariage à la grecque 2 ou Mon mariage grec 2 en Belgique
- Titre québécois : Le Mariage de l'année 2
- Réalisation : Kirk Jones
- Scénario : Nia Vardalos
- Musique : Christopher Lennertz
- Production : Gary Goetzman, Tom Hanks, Rita Wilson
- Sociétés de production : Playtone, Gold Circle Films, HBO Films
- Société de distribution : Universal Pictures
- Pays d'origine : Canada, États-Unis
- Langue : anglais
- Budget : 18 000 000 $[1]
- Box Office : 89 000 000 $[2]
- Format : Couleur
- Genre : Comédie
- Durée : 93 minutes
- Dates de sortie :
  -  États-Unis : 25 mars 2016
  -  France : 30 mars 2016

## Distribution
- Nia Vardalos (VF : Céline Monsarrat ; VQ : Mélanie Laberge)[3] : Toula Portokalos-Miller
- John Corbett (VF : Jérôme Keen ; VQ : Antoine Durand) : Ian Miller, le mari de Toula
- Elena Kampouris (VF : Rebecca Benhamour ; VQ : Célia Gouin-Arsenault) : Paris[4], la fille de Toula et Ian
- Lainie Kazan (VF : Pascale Vital ; VQ : Marie-Andrée Corneille) : Maria Portokalos, la mère de Toula
- Michael Constantine (VQ : Manuel Tadros) : Kostas "Gus" Portokalos, le père de Toula
- Andrea Martin (VF : Michèle Bardollet ; VQ : Élise Bertrand) : Tante Voula, la tante de Toula et sœur de Maria
- Ian Gomez (VF : Patrice Dozier ; VQ : Benoît Brière) : Mike, le meilleur ami de Ian
- Gerry Mendicino : Oncle Taki, le mari de Voula et le père d'Angelo et Nikki
- Alex Wolff (VF : Gabriel Bismuth-Bienaimé ; VQ : Nicolas Poulin) : Bennett[5]
- John Stamos : George
- Rita Wilson : Anna
- Joey Fatone (en) (VF : Marc Bretonnière ; VQ : Pierre-Étienne Rouillard) : Angelo, le fils de Voula et cousin de Toula
- Gia Carides (VQ : Geneviève Désilets) : Nikki, la fille de Voula et cousine de Toula
- Louis Mandylor (VF : Nikos Aliagas ; VQ : Paul Sarrasin) : Nick Portokalos, le frère de Toula
- Bess Meisler (VF : Michèle Bardollet) : Mana-Yiayia, la grand-mère de Toula
- Rob Riggle : le représentant de Northwestern
- Mark Margolis (VF : Vincent Grass) : Panos Portokalos, le frère de Costa

Source VQ

## Box office
| Pays       | Nombre d'entrées/Recettes | Ref.  |
| ---------- | ------------------------- | ----- |
| France     | 25 520 entrées            | [ 7 ] |
| États-Unis | 59 689 605 $              | [ 8 ] |
| Monde      | 90 632 641 $              | [ 8 ] |